# Édouard Detrez
 (juin 2019).
Pour les articles homonymes, voir Detrez.
Edouard Detrez est une personnalité française née le 30 août 1991 à Périgueux et vivant à Bordeaux. Ancien entrepreneur, fondateur de la marque Fauteuil Roulant Français, conférencier, il est aujourd'hui auteur. 

## Biographie

### Enfance et études
Grand prématuré, Edouard naît avec le Syndrome de Little, une infirmité motrice cérébrale. Après des complications médicales et de nombreuses interventions chirurgicales, il parvient à marcher et utilise un fauteuil roulant selon les situations. 
Il effectue en grande partie une scolarité en enseignement classique, décroche un bac technologique en communication et gestion des ressources humaines en 2009, puis poursuit des études universitaires en communication, Management et commerce.

### Parcours d’entrepreneur
En 2015, il fonde Le Fauteuil Roulant Français, une marque proposant des fauteuils roulants actifs, sportifs, personnalisables Made in France en collaboration avec Le Slip Français pour l’identité visuelle. Son objectif : promouvoir le savoir-faire français et la ré-industrialisation du territoire. 

### Exploit et reconnaissance
En janvier 2018, il se lance un défi inédit : parcourir 710 km en fauteuil roulant entre le Gers et l’Élysée, pour sensibiliser le grand public et les décideurs à la fabrication française et aux enjeux du handicap. Ce périple de 21 jours, à la seule force des bras, attire une forte couverture médiatique et lui vaut une rencontre en tête à tête avec le Président de la République, plusieurs Ministres ainsi que de nombreuses distinctions, dont la Médaille du Sénat.

## Engagements et représentations
En parallèle de son activité d’entrepreneur, Edouard intervient régulièrement dans les médias (RMC, C8…) et lors de conférences sur le handicap, la résilience et l’entrepreneuriat.
Il a également été ambassadeur pour Airbnb France participant à des projets sur l’accessibilité en lien avec la la préparation des Jeux paralympiques de Paris 2024, et a travaillé sur des initiatives de tourisme inclusif à Sydney en Australie.
En 2019, il rejoint le collectif Les Créatives et devient ambassadeur de la mobilité pour la Tour Hekla (imaginée par l'architecte français Jean Nouvel), puis ambassadeur de la Fondation Paralysie Cérébrale.

## Lien avec le cinéma
Dans le film Tout le monde debout de Franck Dubosc, le fauteuil roulant d’Edouard est utilisé par Alexandra Lamy pour incarner une femme paraplégique, illustrant la jonction entre cinéma et sensibilisation.

## Distinctions
- Ordre national des palmes académiques pour « La Défense et l’Illustration de la langue française »
- Médaille du Sénat remis par Gérard Larcher, Président du Sénat.
- Prix Trophées PME Bougeons Nous RMC-BFM TV remis par Jean-Jacques Bourdin.
- Prix Réseau Entreprendre.
- Prix Initiative France.
- Prix coup de cœur du Crédit agricole – trophée de l’innovation start me up.
- Prix septuors innovation et économie.
- Médaille de la ville de Lectoure.
- Médaille de la ville de Romorantin-Lanthenay.
- Médaille de la ville Étampes.
- Trophée de la ville Lamotte-Beuvron.